# Sân vận động Công nhân

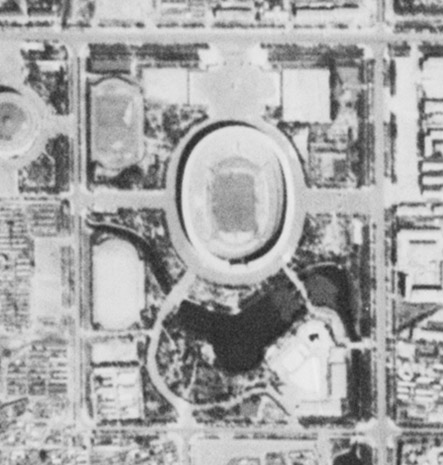
Ảnh vệ tinh của Sân vận động Công nhân (20 tháng 9 năm 1967)

Sân vận động Công nhân (giản thể: 工人体育场; phồn thể: 工人體育場; Hán-Việt: Công nhân Thể dục trường; bính âm: Gōngrén Tǐyùcháng), thường được gọi tắt là Công Thể (工体 - Gongti), là một sân vận động đa năng ở quận Triều Dương, đông bắc Bắc Kinh, Trung Quốc. Sân chủ yếu được sử dụng cho các trận đấu bóng đá. Sân vận động được xây dựng vào năm 1959 và được cải tạo lần cuối vào năm 2004 (kết cấu bê tông được tăng cường, màn hình hiển thị xoay mới và các thiết bị tiết kiệm năng lượng được lắp đặt). Sân có sức chứa 65.094 chỗ ngồi và được xây dựng trên khu đất có diện tích 350.000 mét vuông. Đây là một trong Mười công trình lớn của Bắc Kinh được xây dựng vào năm 1959 nhân kỷ niệm 10 năm thành lập nước Cộng hòa Nhân dân Trung Hoa. Sân vận động đã bị đóng cửa và phá dỡ vào năm 2020 để cải tạo và hiện đang được xây dựng lại trên địa điểm cũ. Sân vận động mới sẽ được khánh thành vào tháng 12 năm 2022.

## Lịch sử
Sân vận động này là địa điểm chính của Đại hội Thể thao châu Á 1990. Tại đại hội, sân đã tổ chức lễ khai mạc và bế mạc. Một số trận đấu có số lượng khán giả cao của câu lạc bộ bóng đá Bắc Kinh Quốc An được tổ chức tại sân vận động này. Năm 1993, sân vận động đã chứng kiến một loạt các kỷ lục thế giới do nhóm vận động viên chạy cự ly hàng đầu thế giới của Trung Quốc thiết lập tại Đại hội Thể thao Quốc gia Trung Quốc lần thứ 7, nổi tiếng nhất là các ngôi sao quốc tế và nhà vô địch thế giới Wang Junxia và Qu Yunxia, những người đã giành huy chương vàng tại Giải vô địch điền kinh thế giới 1993 một tháng trước đó.
Sân vận động này là nơi nắm giữ kỷ lục về thời gian chạy 1500 m nữ nhanh nhất từng được ghi nhận là 3:50.46, chạy 3000 m nữ nhanh nhất là 8:06.11 và chạy 10.000 m nữ nhanh nhất là 29:31.78. Những kỷ lục thế giới này vẫn còn tồn tại cho đến ngày nay và được cho là kỷ lục nổi tiếng lớn nhất được thiết lập tại sân vận động này. Năm 1994, sân vận động bị phá bỏ một phần và được cải tạo lại. Đây là một phần trong kế hoạch đấu thầu tổ chức Thế vận hội Mùa hè 2000 của Trung Quốc, nhưng cuối cùng đã thất bại. Sân tiếp tục tổ chức các sự kiện thể thao lớn ở Bắc Kinh trong thế kỷ 21. Nơi đây là địa điểm chính của Đại hội Thể thao Sinh viên Thế giới Mùa hè 2001, và là địa điểm tổ chức trận chung kết của Cúp bóng đá châu Á 2004.
Sau khi Bắc Kinh được chọn là chủ nhà của Thế vận hội Mùa hè 2008 vào tháng 7 năm 2001, sân vận động ban đầu được dự định làm địa điểm chính. Nơi đây đã tổ chức các trận tứ kết và bán kết môn bóng đá, và trận chung kết tranh huy chương vàng môn bóng đá nữ. Sân đã được lên kế hoạch tổ chức trận đấu NFL đầu tiên được diễn ra ở Trung Quốc, đó là trận đấu trước mùa giải giữa Seattle Seahawks và New England Patriots vào ngày 8 tháng 8 năm 2007. Tuy nhiên, China Bowl đã bị hủy bỏ vào tháng 4 năm 2007. Lý do được đưa ra là NFL muốn dành tất cả nguồn lực của mình cho trận đấu thường kỳ theo lịch trình giữa Miami Dolphins và New York Giants, sẽ được diễn ra tại Luân Đôn vào ngày 28 tháng 10 năm 2007.
Sân vận động là nơi tổ chức giải Barclays Asia Trophy 2009 vào các ngày 29 và 31 tháng 7 năm 2009, với sự góp mặt của Bắc Kinh Quốc An, và các câu lạc bộ Premier League Tottenham Hotspur, West Ham United và Hull City. Sân cũng đã tổ chức China Tour of 2012, một giải đấu trước mùa giải của FC Bayern München, trong đó câu lạc bộ thuộc Bundesliga này có trận giao hữu với Bắc Kinh Quốc An. Các khu vực phía bắc (Sanlitun), phía đông và phía tây của sân vận động này là những điểm đến nổi tiếng về đêm. Những xi men (Cổng phía Tây) cung cấp một dải các hộp đêm. Nhà thi đấu trong nhà Công nhân nằm ở phía tây của sân vận động. Sân cũng được sử dụng cho các buổi hòa nhạc. Vào năm 2014, siêu sao toàn cầu Mariah Carey đã bắt đầu chuyến lưu diễn tại Trung Quốc gồm năm buổi biểu diễn cháy vé tại Sân vận động Công nhân. Linkin Park đã biểu diễn trước 60.000 khán giả tại đây, trong khuôn khổ chuyến lưu diễn The Hunting Party Tour vào ngày 26 tháng 7 năm 2015.

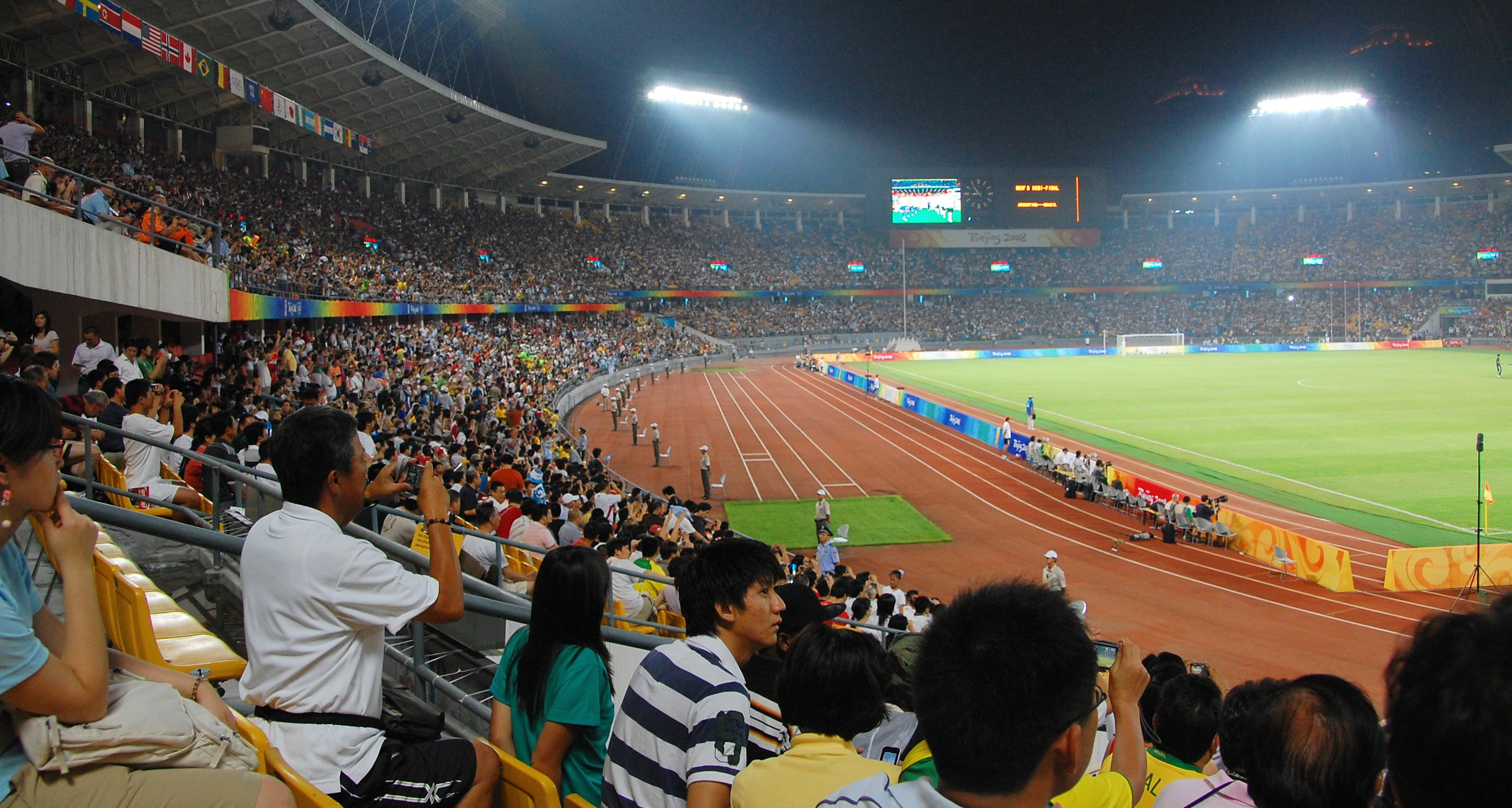
Bên trong sân vận động trong thời gian diễn ra Thế vận hội Mùa hè 2008

Vào ngày 4 tháng 1 năm 2020, Sân vận động Công nhân được công bố là một trong 10 địa điểm đăng cai tổ chức Cúp bóng đá châu Á 2023. Sau khi kết thúc mùa giải 2019, Bắc Kinh Quốc An sẽ thi đấu tại Sân vận động Trung tâm Thể thao Olympic trong ba năm, trong thời gian sân được cải tạo cho Asian Cup. Tập đoàn Kỹ thuật Xây dựng Bắc Kinh đã công bố dự án Sân vận động Công nhân mới. Sân vận động mới sẽ được khánh thành vào tháng 12 năm 2022.

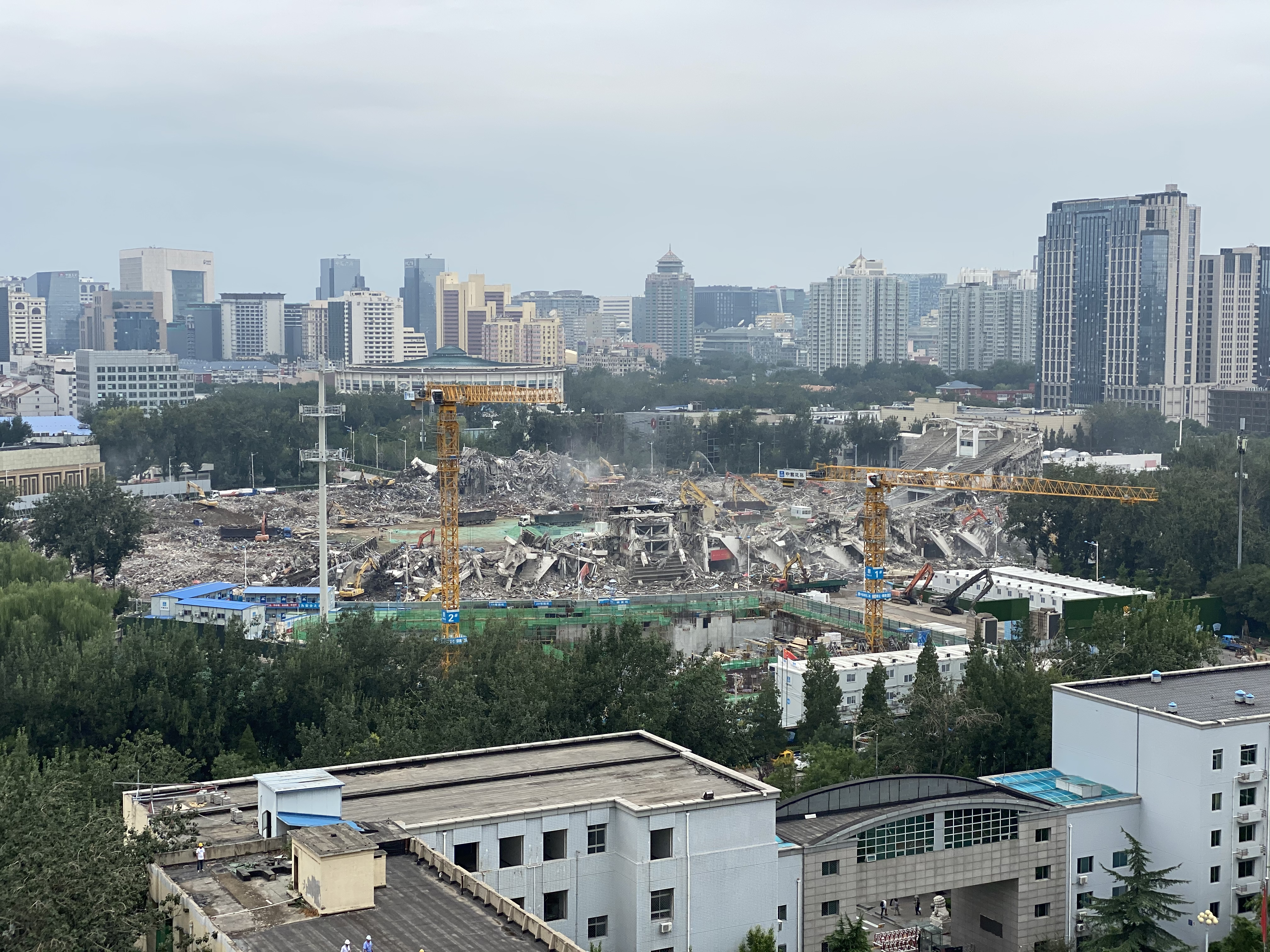
Phá dỡ Sân vận động Công nhân vào tháng 8 năm 2020

## Các buổi hòa nhạc đáng chú ý
- 6 tháng 8 năm 1999: Trương Huệ Muội - Mei Li 99
- 13 tháng 10 năm 2002: Glay - Glay One Love In Beijing, khán giả: 35.000
- 28 tháng 8 năm 2004: Vương Phi - No Faye! No Live! Tour
- 23 tháng 9 năm 2005: S.H.E - Fantasy Land world tour
- 22 tháng 10 năm 2005: Rain - Rainy Day 2005 Tour
- 1 tháng 5 năm 2008: Châu Kiệt Luân - Jay Chou 2007 World Tour
- 16 tháng 9 năm 2011: SMAP - We are SMAP! 2011 live in Beijing
- 17 tháng 5 năm 2014: Vương Kiệt - Dave Wang comeback World Tour
- 10 tháng 10 năm 2014: Mariah Carey - The Elusive Chanteuse Show, khán giả: 60.000
- 19 tháng 10 năm 2014: YG Entertainment - Power World Tour
- 26 tháng 7 năm 2015: Linkin Park - The Hunting Party Tour
- 14 tháng 7 năm 2018: Tiết Chi Khiêm - Skyscraper World Tour